# 小川元
小川 元（おがわ はじめ、1939年（昭和14年）1月1日 - 2024年〈令和6年〉10月15日）は、日本の政治家、外交官。元衆議院議員（3期）。位階は従四位。
元駐チリ特命全権大使。長野県諏訪郡富士見町出身。司法大臣、鉄道大臣などを歴任した小川平吉の孫。

## 経歴
1939年（昭和14年）1月1日、小川一平・俊子夫妻の長男として生まれる。父・一平は弁護士・政治家小川平吉の長男、母・俊子は実業家・杉本甫の姉。
1961年（昭和36年）、学習院大学政経学部卒業。同年、三菱商事入社。
1970年（昭和45年）、ブラジル三菱商事株式会社取締役としてリオデジャネイロに5年間駐在し、帰国後は非鉄金属本部長代理などを歴任。
1982年（昭和57年）、三菱商事株式会社を退社し、 縁戚の衆議院議員宮澤喜一の秘書となる
1986年（昭和61年）、宮澤の秘書を辞め、第38回衆議院議員総選挙に自由民主党公認で旧長野3区から立候補し当選。
1990年（平成2年）、第39回衆議院議員総選挙では落選するも1993年（平成5年）、第40回衆議院議員総選挙では再当選。
1996年（平成8年）、第41回衆議院議員総選挙において、小選挙区制導入に伴い長野4区から立候補し当選。
2000年（平成12年）、第42回衆議院議員総選挙で落選。政界から引退した。
自民党では宏池会に所属、外務政務次官を務めたほか、文教族、商工族として自由民主党商工局長、文教部会長、衆議院文教委員会、商工委員会の理事をそれぞれ歴任した。
2002年（平成14年）、駐チリ特命全権大使。民間人からの大使任命は小川が2例目となる。
2005年（平成17年）、ペルーを出国しチリに入国したアルベルト・フジモリについて、邦人保護の観点から日本国籍を保持している元ペルー大統領であるフジモリが公正な扱いを受けられるようチリの外相イグナシオ・ウォーケルに要請。
2007年（平成19年）、駐チリ大使退任。総務省参与に就任。
2008年（平成20年）、総務省参与として再びチリを訪問した。
2009年（平成21年）春の叙勲で旭日重光章受章。
2014年（平成26年）、公益財団法人日本国際フォーラム政策委員も務めた。
2024年（令和6年）10月15日、肺炎のため、東京都内の病院で死去した。85歳没。死没日付をもって従四位に叙された。

## 系譜

### 小川家
（長野県諏訪郡富士見町、東京都）　